# Конакри (регион)
Конакри (на френски: Région de Conakry) е регион в Западна Гвинея. Площта му е само 450 км2, а населението, по преброяване от март 2014 г., е 1 660 973 души. Главен град на региона е столицата на Конакри.
Климатът в региона е субекваториален със сух и влажен период. Сухият период е от ноември до април, а влажният от май до октомври. По време на влажния период падат значителни по количество валежи. Най-влажния месец е юли, когато вали средно 27 дни в месеца и падат над 1100 литра на квадратен метър.